# Lista över Riksprotektoratet Böhmen-Mährens politiska ledare

Riksprotektoratet Böhmen-Mährens vapen.

Lista över Riksprotektoratet Böhmen-Mährens politiska ledare

## Riksprotektorer
| Bild | Namn                                  | Tillträde         | Avgång          |
| ---- | ------------------------------------- | ----------------- | --------------- |
|      | Konstantin von Neurath                | 21 mars 1939      | 24 augusti 1943 |
|      | Reinhard Heydrich (ställföreträdande) | 29 september 1941 | 4 juni 1942     |
|      | Kurt Daluege (ställföreträdande)      | 5 juni 1942       | 24 augusti 1943 |
|      | Wilhelm Frick                         | 24 augusti 1943   | 4 maj 1945      |

## Riksprotektoratets regering

### Presidenter
| Bild | Namn       | Tillträde    | Avgång     |
| ---- | ---------- | ------------ | ---------- |
|      | Emil Hácha | 15 mars 1939 | 9 maj 1945 |

### Premiärministrar
| Bild | Namn                             | Tillträde       | Avgång            |
| ---- | -------------------------------- | --------------- | ----------------- |
|      | Rudolf Beran (ställföreträdande) | 15 mars 1939    | 27 april 1939     |
|      | Alois Eliáš                      | 27 april 1939   | 28 september 1941 |
|      | Jaroslav Krejčí                  | 19 januari 1942 | 19 januari 1945   |
|      | Richard Bienert                  | 19 januari 1945 | 5 maj 1945        |

## Standar

Presidentens standar
Riksprotektorns standar (1939–1944)
Riksprotektorns standar (1944–1945)
Flagga för Wehrmachts representant i Böhmen-Mähren (1939–1945)